# Зона на интерес
„Зона на интерес“ (на английски: The Zone of Interest) е историческа драма от 2023 година на британския режисьор Джонатан Глейзър. Филмът е копродукция между Великобритания, Полша и САЩ и е вдъхновен едноименния роман на Мартин Еймис.
Филмът разглежда част от живота на Рудолф Хьос (Даниел Фридъл) и неговата жена (Сандра Хюлер), които се опитват да реализират мечтания си семеен живот в непосредствена близост до Аушвиц.
Премиерата на филма е на 19 май 2023 по време на филмовия фестивал в Кан, където получава много позитивни реакции от критиката и печели наградите Гранд При и FIPRESCI. Впоследствие получава три номинации за „Златен глобус“ и пет номинации за „Оскар“.
Премиерата на филма за България е на 8 март 2024.

## Сюжет
Филмът разглежда живота на семейството на Рудолф Хьос (Кристиан Фридел) и жена му Хедвиг Хьос (Сандра Хюлер), които са изградили мечтания голям дом в непосредствена близост до концентрационния лагер Аушвиц, от който ги дели само една стена. Семейната идилия бива за малко разрушена след като Хьос е повишен и се налага да замине да работи в Ораниенбург. Хедвиг обаче не желае да го последва и пожелава да остане заедно с децата си в дома до Аушвиц.

## В ролите
- Кристиан Фридел като Рудолф Хьос
- Сандра Хюлер като Хедвиг Хьос
- Йохан Картхаус като Клаус Хьос
- Луис Ноа Вите като Ханс Хьос
- Неле Аренсмайер като Инге-Бригит Хьос
- Лили Фалк като Хайдетраут Хьос